# François Bozizé
François Bozizé Yangouvonda, wym. [fʀɑ̃ˈswa bɔziˈze] (ur. 14 października 1946 w Mouili) – środkowoafrykański polityk, prezydent Republiki Środkowoafrykańskiej od 15 marca 2003. Władzę przejął w wyniku rebelii skierowanej przeciw prezydentowi Ange-Félixowi Patassé. W maju 2005 uzyskał elekcję w wyborach prezydenckich. 24 marca 2013 uciekł z kraju po zajęciu stolicy przez rebeliantów z ugrupowania Seleka.

## Początki kariery politycznej
François Bozizé urodził się w Gabonie, jako członek ludu Gbaja. Uczęszczał do szkoły wojskowej w Republice Środkowoafrykańskiej w mieście Bouar. W 1969 uzyskał stopień porucznika, a w 1975 został kapitanem. W 1978 został mianowany generałem przez Jean-Bédela Bokassę.
Po odsunięciu od władzy Bokassy przez Davida Dacko w 1979, Bozizé objął stanowisko ministra obrony.
Po przejęciu władzy przez André Kolingbę we wrześniu 1981, Bozizé objął funkcję ministra komunikacji. Jednakże 3 marca 1982 wziął udział w nieudanym zamachu stanu pod przewodnictwem Ange-Félixa Patassé i zmuszony był uciekać razem z setką innych żołnierzy na północ kraju. Po pewnym czasie uzyskał azyl we Francji. W lipcu 1989 został jednak aresztowany w Kotonu w Beninie, a następnie uwięziony i torturowany
Oskarżony został o planowanie zamachu stanu i w latach 1989–1991 przebywał w więzieniu. We wrześniu 1991 został uniewinniony i uwolniony z więzienia 1 grudnia 1991. Po zwolnieniu wyjechał jako uchodźca do Francji i przebywał tam przez prawie dwa lata.
Prezydent André Kolingba pod naciskiem państw europejskich i USA oraz na fali zmian demokratycznych na świecie, przeprowadził w Republice Środkowoafrykańskiej reformy polityczne i zezwolił na pluralizm polityczny. We wrześniu 1993 odbyły się w kraju demokratyczne wybory prezydenckie. Wziął w nich również udział François Bozizé jako kandydat niezależny. Uzyskał jednak tylko 1,5% głosów. Wybory w drugiej turze wygrał Ange-Félix Patassé. Bozizé był wówczas uważany za jednego z jego głównych zwolenników. Pomógł mu m.in. stłumić bunt wojskowych w 1996 i w 1997. Zajmował również stanowisku szefa sztabu sił zbrojnych.

## Wojskowa rebelia
François Bozizé z czasem zmienił jednak pozycje na scenie politycznej i wystąpił przeciw prezydentowi. 28 maja 2001 w kraju miała miejsce próba zamachu stanu przeciw władzy prezydenckiej, stłumiona dzięki pomocy oddziałów libijskich i kongijskich. Z powodu swego dwuznacznego zachowania w trakcie rebelii, Bozizé został usunięty ze sztabu armii w październiku 2001.
Walki wybuchły na nowo, gdy siły prezydenckie usiłowały aresztować Bozizé 3 listopada 2001. Próba ta zakończyła się niepowodzeniem, gdyż Bozizé zbiegł na północ, do Czadu. Starcia między siłami rządowymi a rebeliantami Bozizé trwały przez cały rok 2002. W październiku 2002 jego oddziały bezskutecznie próbowały opanować stolicę kraju, Bangi.
15 marca 2003 Bozizé odniósł ostateczny sukces i przejął władzę w republice podczas nieobecności w kraju prezydenta. Prezydent Patassé przebywał na spotkaniu w Nigrze, gdy siły rebeliantów opanowały stolicę wraz z lotniskiem, uniemożliwiając mu powrót. Patassé uszedł do Kamerunu, a następnie do Togo.

## Prezydent

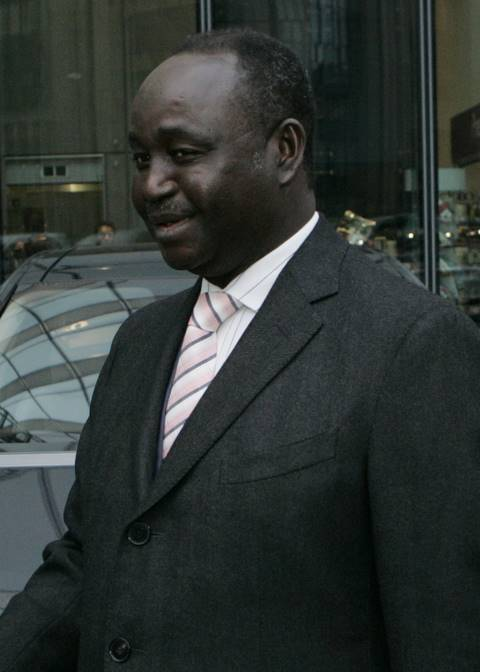
François Bozizé w czasie rozmów partnerskich z UE w Brukseli, 2007

W marcu 2004 François Bozizé na stanowisko premiera kraju wyznaczył Abela Goumbę, zastępując go w grudniu 2003 Célestinem Gaombaletem. 5 grudnia 2004 w ogólnokrajowym referendum przyjęta została nowa konstytucja. Zachęcony tym sukcesem Bozizé, wbrew wcześniejszym zapowiedziom, ogłosił swój start w wyborach prezydenckich.
W pierwszej turze wyborów, 13 marca 2005 zajął pierwsze, zdobywając 43% głosów. W drugiej turze, 8 maja zwyciężył z wynikiem 64,6% głosów, pokonując Martina Ziguélé. 11 czerwca 2005 został zaprzysiężony na stanowisku prezydenta.
Po objęciu urzędu szefa państwa, Bozizé objął również funkcję ministra obrony, którą sprawuje do dziś. W czerwcu 2005 nowym premierem kraju mianował Éliego Doté. Od 1 stycznia do 31 marca 2006 zarządzał krajem za pomocą dekretów prezydenckich.
W styczniu 2008 w Republice Środkowoafrykańskiej wybuchnął strajk pracowników służb państwowych, domagających się wypłaty zaległych wynagrodzeń. W tych okolicznościach prezydent Bozizé mianował nowym szefem rządu Faustina-Archange Touadérę. W nowym rządzie stanowisko wiceministra obrony objął syn prezydenta, Francis Bozizé.
W celu zakończenia niestabilności politycznej w Republice Środkowoafrykańskiej, w 2008 w Gabonie odbyły się trzy konferencje międzynarodowe z udziałem prezydenckiej partii rządzącej, ugrupowań opozycyjnych oraz przedstawicieli ONZ, UE i Międzynarodowej Organizacji Frankofonii. 21 czerwca 2008 w Libreville podpisano "wszechstronne porozumienie pokojowe", które kończyło polityczny konflikt między dwoma stronami po tym, jak Bozizé przejął władzę w 2003 w wyniku zamachu stanu. Dodatkowo zakładało objęcie amnestią wszystkich więzionych członków opozycji, co otwierało drogę pod dalsze wielostronne negocjacje. W wyniku prowadzonych od 8 do 20 grudnia rozmów w Bangi, w dniu 20 grudnia 2008 opozycja i obóz prezydencki podpisali ostateczne porozumienie pokojowe. Przewidywało ono włączenie do rządu przedstawicieli opozycji, zorganizowanie wyborów parlamentarnych w 2009 i prezydenckich w 2010 oraz utworzenie specjalnej komisji nadzorującej wprowadzanie w życie porozumienia.
Po roku urzędowania, 18 stycznia 2009 prezydent Bozizé rozwiązał rząd Touadéry, aby na jego miejsce powołać nowy rząd jedności narodowej. 19 stycznia 2009 prezydent Bozizé na czele nowego gabinetu ponownie postawił niezależnego Touadérę. Tego samego dnia został powołany cały 31-osobowy gabinet. Część miejsc objęli w nim członkowie APRD (Powszechna Armia na rzecz Odnowy Republiki i Demokracji) oraz dwóch innych partii opozycyjnych.
10 grudnia 2012 rebelianci z koalicji Seleka rozpoczęli rebelię zmierzającą do obalenia prezydenta Bozizé. Po kilkutygodniowych walkach Seleka zajęła większość kraju i zmierzała ku stolicy. W tym momencie rolę mediatora w konflikcie podjęła Wspólnota Gospodarcza Państw Afryki Środkowej (ECCAS), z inicjatywy której 11 stycznia 2013 podpisano w Libreville porozumienie na podstawie którego rebelianci zrezygnowali z żądania ustąpienia prezydenta, którego kadencja została ustalona do 2016. Bozizé zrekonstruował rząd, powołując na stanowisko premiera Nicolasa Tiangaye'a i Michela Djotodię jako wicepremiera. Ponadto miały zostać powołane nowe struktury armii narodowej w skład których znaleźć się mieli rebelianci z Seleki.
Jednak 22 marca 2013 rebelianci oskarżyli Bozizé'a o złamanie ustaleń z Libreville i wznowili natarcie na Bangi. Po trzech dniach walk zajęli stolicę, z której Bozizé uciekł przez Zongo do Demokratycznej Republiki Konga. Jeszcze tego samego dnia czyli 24 marca 2013 lider Seleki, Michel Djotodia mianował się prezydentem kraju.